# Kulturhauptstadt Europas Bad Ischl Salzkammergut 2024
Kulturhauptstadt Europas Bad Ischl Salzkammergut 2024 war der Name des Projekts, das Salzkammergut im Jahr 2024 als Europäische Kulturhauptstadt zu präsentieren. Im weiteren Sinn steht der Name für ein Projekt, das sich rund um das Titeljahr – von der Vorbereitung 2017 über die Programmierung ab 2020 bis zum Abschlussbericht 2029 – erstreckt und sich der Erforschung, Aktivierung, Präsentation und Dokumentation der Region Salzkammergut widmet.

## Veranstaltungsphase
Die Stadt Bad Ischl trug den Titel Kulturhauptstadt Europas stellvertretend für 23 Gemeinden des Salzkammerguts bzw. umliegender Regionen; erstmals wurde eine ländliche alpine Region berücksichtigt. Weitere Kulturhauptstädte 2024 waren das estnische Tartu und das norwegische Bodø, wo ähnliche Programme abgehalten wurden.
Anlässlich des Projekts fanden in Bad Ischl im Sommer 2023 Dreharbeiten für eine Tanzeinlage zum Ischler Walzer beim Neujahrskonzert der Wiener Philharmoniker 2024 statt.
Die Eröffnungsfeier fand am 20. Jänner 2024  im Kurpark Bad Ischl mit Hubert von Goisern, Tom Neuwirth und Doris Uhlich statt. Grußbotschaften gab es von Vizekanzler Werner Kogler, Kulturstaatssekretärin Andrea Mayer und den Landeshauptmännern Christopher Drexler und Thomas Stelzer.
Am 22. November 2024 erfolgte in Bad Ischl die Staffelübergabe an die nächsten Europäischen Kulturhauptstädte 2025 Chemnitz und Gorizia+Nova Gorica.
Die letzte öffentliche Großveranstaltung im Salzkammergut war das Abschlussfest am 30. November 2024 in der Alten Papierfabrik Steyrermühl (Laakirchen) und im Stadttheater Gmunden.
Eine Bilanzpressekonferenz in Bad Ischl am 27. März 2025 lieferte erste quantitative Ergebnisse: 824.518 Besucher, Künstler aus 73 Ländern, 314 realisierte Projekte, Ausgaben von rund 31 Millionen Euro.

## Leitung
In der Bewerbungsphase (2017–2019) gab es ein wachsendes regionales Projektteam (Leitung: Stefan Heinisch und Lisa Neuhuber). Für die eigentliche Durchführung des Projekts zeichnete von 2020 bis 2025 eine GmbH 
mit Sitz in Bad Ischl verantwortlich:
- Stephan Rabl (2020–2021) und nachfolgend Elisabeth Schweeger (2021–2025), Künstlerische Geschäftsführung
- Manuela Reichert, Kaufmännische Geschäftsführung
- Hannes Heide, Vorsitz des Aufsichtsrats

Rechtsnachfolger der Kulturhauptstadt Bad Ischl – Salzkammergut 2024 GmbH ist die Stadtgemeinde Bad Ischl.

## Die 23 Kulturhauptstadt-Gemeinden (alphabetisch)
- Altaussee
- Altmünster
- Bad Aussee
- Bad Goisern
- Bad Ischl
- Bad Mitterndorf
- Ebensee
- Gmunden
- Gosau
- Grünau im Almtal
- Grundlsee
- Hallstatt
- Kirchham
- Laakirchen
- Obertraun
- Pettenbach
- Roitham am Traunfall
- Scharnstein
- St. Konrad
- Steinbach am Attersee
- Traunkirchen
- Unterach am Attersee
- Vorchdorf

## Bewerbungsphase
Der österreichische Bewerbungsprozess für die Kulturhauptstadt Europas 2024 begann offiziell im Sommer 2017. Im Vorfeld hatte sich bereits im Herbst 2014 eine universitäre Plattform gegründet. Studenten der TU Wien und FH Kärnten hatten ihr Projekt SalzkammerMut.tut.gut im Mai 2016 in Bad Ischl öffentlich zur Diskussion gestellt.
Für den Titel Kulturhauptstadt Europas 2024 hatten sich ursprünglich drei österreichische Städte beworben. Neben Bad Ischl waren das St. Pölten sowie der Gemeinde-Cluster Dornbirn plus Feldkirch Hohenems Bregenzerwald.
Bad Ischl und dem Salzkammergut wurde der Titel „Kulturhauptstadt Europas 2024“ im November 2019 nach einem mehrstufigen Bewerbungsprozess verliehen.
In St. Pölten wurde am 30. April 2024 das Festival Tangente mit der Oper Justice von Hector Parra in einer Inszenierung von Milo Rau im Festspielhaus eröffnet. Das bis Oktober 2024 dauernde Festival ging aus der Kulturhauptstadt-Bewerbung hervor.

## Nachfolgephase
Während im Hintergrund die Kulturhauptstadt Bad Ischl Salzkammergut evaluiert, dokumentiert und strukturell abgebaut wird, hat sich 2025 im Vordergrund ein Teil des Teams erneut formiert und baut unter dem Titel Aufbruch, Salzkammergut! eine Nachfolge-Organisation auf. Projektträger ist die Otelo Genossenschaft mit Sitz und Büro in Vorchdorf.